# Peter Lely
Peter Lely (Soest, Westfalia; 14 de septiembre de 1618-Covent Garden, Londres, Inglaterra; 30 de noviembre de 1680) fue un retratista inglés, cuyo verdadero nombre era Pieter van der Faes. 

## Biografía
Se formó artísticamente en Haarlem, Países Bajos. En 1641 se estableció en Londres, y poco después recibió el encargo de retratar a los principales personajes de la corte inglesa. 
Carlos II de Inglaterra le nombró pintor de cámara en 1661 y le armó caballero en 1680. 
Su pintura, rica sobre todo en el colorido de los elegantes ropajes de los retratados, tiene una clara influencia de Anton van Dyck. La serie de cuadros Bellezas de Windsor (década de 1660) se encuentra en el palacio de Hampton Court, Londres. Otra serie, denominada Almirantes, se conserva en el Museo Marítimo Nacional de Greenwich, Londres.